# Chlorophylline
 (décembre 2020).
Si vous disposez d'ouvrages ou d'articles de référence ou si vous connaissez des sites web de qualité traitant du thème abordé ici, merci de compléter l'article en donnant les références utiles à sa vérifiabilité et en les liant à la section « Notes et références ».

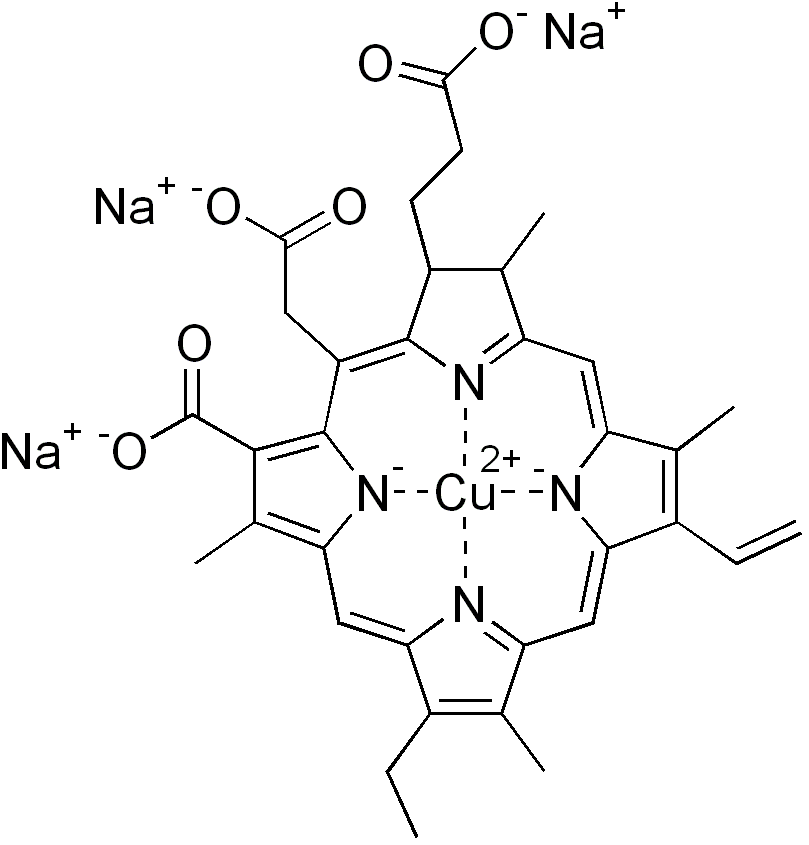
Complexe de Cuivre chélaté par des composés chlorophylline.

Les chlorophyllines sont des composés semi-synthétiques dérivés des chlorophylles. Elles en diffèrent par l'anion métallique central,. Les chlorophylles chélatent du magnésium, alors que les chlorophyllines peuvent, par exemple, chélater du cuivre.
Les chlorophyllines sont également des colorants alimentaires, de numéro E140 (pour les chlorophyllines au magnésium) et E141 (pour les chlorophyllines au cuivre).